# Travel-Management
Mit Travel-Management oder auch Business-Travel-Management bezeichnen Unternehmen neben der Buchung und Organisation von Geschäftsreisen den kompletten Verlauf des Reisebuchungs- und Abrechnungsprozesses. Somit ist Travel Management die Analyse, Steuerung und Optimierung von Prozessen und Leistungen, die in Zusammenhang mit Planung, Organisation, Durchführung sowie Abrechnung und Kontrolle von Geschäftsreisen notwendig ist. Im angelsächsischen Sprachraum ist die Bezeichnung Corporate Travel Management üblich.

## Aufgaben
- der strategische Einkauf von Reisedienstleistungen, z. B. Bahn, Flugzeug, Hotelbuchungen und Mietwagen
- die komplette Reisekostenabrechnung und das Reisekostencontrolling
- das Fuhrparkmanagement und Führen/ Kontrolle von Fahrtenbüchern
- die Organisation und Durchführung von Veranstaltungen (Meetings, Incentives, Tagungen, Kongresse und sonstige Gruppenreisen) – in Verbindung mit touristischen Angeboten und weiteren reiseaffinen Leistungen
- die Entwicklung, Realisierung und Ergänzung von Travel Management Systemen zur Verbesserung der Reiseabläufe
- Beratung der Konzerngesellschaften zu allen Fragen, die den Bereich Business Travel Management betreffen
- die Erstellung und Überprüfung von firmeninternen Reiserichtlinien

## Prozesse

### Vorbereitungsphase
In der Vorbereitungsphase wird die Reise geplant und auf Wirtschaftlichkeit geprüft. Teilweise können Geschäftsreisen durch Video- oder Telefonkonferenzen ersetzt werden. Im Normalfall plant der Mitarbeiter seine Reise selber. Gegebenenfalls steht ihm ein Firmenwagen oder ein betriebliches Mobilitätsbudget zur Verfügung. Er kann aber auch das Sekretariat oder ein Reisebüro mit der Gesamtplanung beauftragen. Im Vorfeld wird der Zweck, Zeitpunkt und Ort abgestimmt. Teilweise können mehrere Termine miteinander verknüpft werden. Oft müssen Geschäftsreisen von Vorgesetzten genehmigt werden. Der Genehmigungsprozess kann manuell als Antrag in Papierform oder über ein integriertes Workflowsystem, bei dem der Antrag automatisch an den zuständigen Genehmiger weitergeleitet wird, abgewickelt werden. Dabei wird die Einhaltung der Reiserichtlinien integriert. Für die Informationsbeschaffung, wie Transportmittel, Reisezeiten, Abfahrt- und Ankunftszeiten sowie Unterkunftsmöglichkeiten stehen dem Reisenden verschiedene Quellen zur Verfügung. Die notwendigen Daten erhält er beispielsweise über Internet / Intranet, Reisebüro und Hotelführer. Die Planung der Reise kann mehr oder weniger umfangreich sein. Dauer der Reise, Entfernung (kontinental/ interkontinental) sowie ein oder mehrere Ziele sind ausschlaggebende Faktoren. Wichtig ist auch, ob der Mitarbeiter zum ersten oder wiederholten Mal an den Zielort reist. Bei einer wiederholten oder sogar regelmäßigen Reise können alte Reisepläne aktualisiert werden. In der Vorbereitung müssen zahlreiche organisatorische und gesetzliche Themen für jede einzelne Reise berücksichtigt werden. Dazu gehören die Beantragung von Visa, Arbeits- und Aufenthaltsgenehmigungen oder Bestätigungen der Sozialversicherung, aber auch Registrierungen im Zielland vor der Einreise und steuerliche Themen. Seit 2020 sind oft auch Dokumentationen des vorigen Reiseverlaufs und aktuelle CoVid-19 Tests mitzuführen oder unterwegs zu erstellen. Oft ähneln sich Geschäftsreisen eines Unternehmens. Dann ist es sinnvoll, den Prozess durch Business Travel Management Systeme zu automatisieren und standardisieren.

### Organisationsphase
In der Organisationsphase wird die Reiseplanung umgesetzt, und der reiserichtlinienkonforme Buchungsprozess findet statt. Sollte dies nicht der Fall sein, müssen die vom Reisenden gewünschten Leistungen geändert werden. Beispielsweise wird dann ein günstigeres Verkehrsmittel, Hotel oder ein alternativer Flug gebucht. Das Reisebüro muss darauf achten, dass alle Buchungen möglichst über einen Kanal laufen. Dadurch erhält das Travel Management sämtliche relevanten Reisedaten zur Auswertung und Steuerung. Oft buchen Mitarbeiter ihre Hotels selber oder wählen alternative Buchungswege, umgehen so die Einhaltung der Reiserichtlinien. Die Reisemittler haben von allen Reisenden Profile im System hinterlegt. So werden persönliche Präferenzen, Teilnahme an Bonusprogrammen oder vorhandene Company Cards bei Buchung automatisch berücksichtigt. Nach dem Erhalt der Buchungsbestätigung erhält der Reisende, sofern notwendig, seine Reisedokumente. Diese werden mittlerweile fast ausschließlich durch elektronische Tickets ersetzt. Weiterhin besteht die Möglichkeit, dass gebuchte Reiseleistungen umgebucht oder storniert werden müssen, wodurch sich der komplette Reiseplan des Reisenden ändern kann. In vielen Unternehmen haben die Mitarbeiter die Möglichkeit ihre Reisen persönlich über eine sog. Internet Booking Engine (IBE) zu buchen. Diese Möglichkeit ist nur bei unkomplizierten Punkt – zu – Punkt – Verbindungen möglich. Dabei ermöglicht dieser durchgängige Prozess hohe Kosteneinsparungen. Für komplizierte Reisen wird weiterhin das Fachwissen der Experten im Reisebüro benötigt. Sofern keine Kreditkarte (Company und Corporate Card) im Unternehmen vorhanden ist, wird eine Vorfinanzierung beantragt. Diese deckt alle für die Reiseleitungen entstehenden Aufwendungen während der Reise ab.

### Durchführung der Reise
Die geplante und gebuchte Reise findet statt. Wartezeiten an Flughäfen oder Bahnhöfen werden häufig zum Arbeiten genutzt. Von Flughäfen und Bahnhöfen werden oft Business-Lounges angeboten, die meistens nur den Vielfliegern oder Nutzern der ersten Klasse vorbehalten sind. Zusätzliche Reiseausgaben können vom Reisenden mit einer durch das Unternehmen gestellten Travel Expense Card oder einer Corporate Card beglichen werden. Die Abbuchung findet bei Einsatz der Travel Expense Card vom privaten Konto des Mitarbeiters statt, wird aber über die Reisekostenabrechnung zurückerstattet. Die Corporate Card belastet direkt das Firmenkonto. Bereits während der Reise kann der Mitarbeiter über eine App Fotos der Rechnungen erstellen und in ein Travel Management System zur weiteren Verarbeitung senden. Diese Vorgehensweise ist seit Ende 2019 in Deutschland generell zulässig. Bei Unregelmäßigkeiten, wie Verspätungen und Ausfall von Transportmitteln muss der Reisende schnellstmöglich vom Reisevermittler informiert werden. Anschließend besteht die Möglichkeit, alternative Verkehrsmittel auszuwählen, Termine zu verschieben und die Reiseplanung zu ändern.

### Reisekostenabrechnung
Die gesamten Kosten werden erfasst. Oft entstehen hier Medienbrüche, denn es findet von der Reiseplanung über -organisation kein durchgängiger Prozess statt. In der Reisekostenabrechnung sind die vor Beginn der Reise gebuchten Leistungen wie Transportmittel, und alle Leistungen, die während der Reise angefallen sind, enthalten. Wenn alle Leistungen mit Kreditkarte bezahlt wurden, sind alle Daten im System erfasst und eine manuelle Eingabe ist unnötig. Manuell erfasst werden nur Barausgaben. Anschließend wird die Abrechnung vom Vorgesetzten geprüft und genehmigt. Der Mitarbeiter erhält die Zahlung. Heute größtenteils unüblich, aber in manchen Unternehmen noch vorhanden, ist der manuelle Prozess der Reisekostenabrechnung. Alle Belege werden hier manuell in ein System eingegeben. Es finden keine automatisierten Prozesse statt. Somit entstehen lange Wartezeiten und eine zeitnahe Erstattung ist nicht möglich. Über die Kreditkarte getätigte Zahlungen werden automatisch erfasst und archiviert. Auch die Weiterleitung an die Buchhaltung und die Überweisung an den Reisenden erfolgt automatisch. Die Kreditkartendaten fließen im Management-Informationssystem (MIS) zusammen. Diese geben dem Travel Management Aufschluss über die Zusammensetzung der Reisekosten, häufig bereiste Destinationen und Nutzung bevorzugter Leistungsträger. Die Daten werden nach Auswertung und Analyse zur Steuerung verwendet. Weiterhin ist Optimierungspotential erkennbar.

### Auswertung und Controlling
Das Controlling dient zum einen der Steuerung und Kontrolle der Geschäftsreiseprozesse, Reiserichtlinien und Beschaffung. Zur Auswertung werden die Daten aus dem Management Informations System (MIS) und Berichtswesen herangezogen. Außerdem wird geprüft, ob alle Reiseprozesse korrekt abgewickelt wurden. Die Reisedaten verdeutlichen eine evtl. Veränderung des Reiseaufkommens. Entsprechen die ermittelten Daten Vergangenheitswerten, so ist eine effektivere Planung möglich als bei starken Veränderungen. Der Travel Manager kann jetzt gezielt mit Leistungsträgern in Vertragsverhandlungen treten. Weiterhin ist erkennbar, wie sich die direkten Kosten auf die einzelnen Reiseleistungen aufteilen. Zur optimalen Steuerung wird ggf. eine Änderung der Reiserichtlinien vorgenommen. Meistens werden diese Änderungen nur in Bezug auf Abläufe (Einführung von Kreditkarten), selten in Bezug auf Strukturen (Änderung von Genehmigungsstellen) vorgenommen. Zur Optimierung von Zeit und Kosten ist Transparenz für den gesamten Geschäftsreiseprozess erforderlich. Diese stärkt zusätzlich die Position des Travel Managers bei Verhandlungen mit Leistungsträgern.

## Unternehmen
Folgende Unternehmen beschäftigen sich im engeren oder weiteren Sinne mit dem Travel Management:
- Reisebüroketten oder Einzelreisebüros über zentrale Reservierungssysteme
- Reisevermittler mit eigenen Reservierungssystemen, v. a. im Hotelbereich
- Leistungserbringer mit eigenen Buchungsmöglichkeiten, v. a. Flug Bahn und Mietwagen
- spezialisierte Reisedienstleister wie Visa Agenturen, Mehrwertsteuer Erstatter
- spezialisierte Zahlungsdienstleister, z. B. Kreditkarten Anbieter mit besonderen Produkten
- Beherbergungs- und Gastronomiebetriebe
- Event- und Veranstaltungsagenturen
- Incentivespezialisten
- Anbieter von weiteren Transportdienstleistungen (Taxi, Transfer, Fernbus)
- Anbieter von digitalen Travel Management-Systemen
- Anbieter von Reise-Abrechnungs-Systemen
- IT-Entwickler mit entsprechender Erfahrung
- Bundesverwaltungsamt
- Verbände

## Beruf Travel-Manager
Die Hochschule Worms bietet im Fachbereich Touristik/Verkehrswesen einen Bachelor- und Master-Studiengang Tourism and Travel Management sowie den berufsbegleitenden Weiterbildungsstudiengang "Business Travel Management", der mit dem Master of Business Administration (MBA) abschließt, an. An den Hochschulen Heilbronn, Kempten, München, Salzgitter und Wernigerode wird Travel Management im Rahmen des Studiengangs Tourismusmanagement gelehrt. An der Hochschule des Bundes – Fachbereich Bundeswehrverwaltung ist Travel Management ordentliches Studienfach im Rahmen der Laufbahnausbildung für den gehobenen nichttechnischen Verwaltungsdienst.
Der Branchenverband Verband Deutsches Reisemanagement bietet verschiedene Fort- und Weiterbildungen im Travel Management an, z. B. den Certified Travel Manager.
Darüber hinaus bietet die Industrie- und Handelskammer zu Köln seit 2012 Prüfungen zum Fachwirt für Geschäftsreise- und Mobilitätsmanagement (IHK) an.